# Rezerwat przyrody Baba pod Vihorlatom
Rezerwat przyrody Baba pod Vihorlatom (słow. Prírodná rezervácia Baba pod Vihorlatom) – rezerwat przyrody w grupie górskiej Wyhorlat we wschodniej Słowacji. Leży w granicach Obszaru Chronionego Krajobrazu Wyhorlat. Powierzchnia: 37,93 ha.

## Położenie
Położony jest w centralnej części Wyhorlatu, na południowo-wschodnich stokach szczytu Motrogon (1018 m n.p.m.). Ciągnie się od przełęczy Rozdiel na południu prawie po podnóża przełęczy Jedlinka na północy. Tereny rezerwatu leżą na wysokości od 830 do 970 m n.p.m., obejmując stoki ze źródliskami Skalnego potoku i Čremošnej (dopływ Okny). Górną (północną i zachodnią) granicę rezerwatu wyznacza wschodnia granica dużego poligonu wojskowego (słow. Vojenský obvod Kamenica nad Cirochou) i biegnący wzdłuż niej szlak turystyczny.

## Historia
Rezerwat został ustanowiony decyzją Urzędu Krajowego (słow. Krajský úrad) w Koszycach nr 3/1999 z dnia 19 kwietnia 1999 r. Na terenie rezerwatu ustalony został 5. stopień ochrony.

## Charakterystyka
Rezerwat obejmuje miernie strome i strome, stosunkowo słabo rozczłonkowane stoki góry, kamieniste, miejscami pokryte lokalnymi usypiskami kamiennymi różnego wieku. Cały teren rezerwatu porastają lasy bukowe i bukowo-jaworowe o charakterze pierwotnym, w których  w wielu miejscach rosną stare buki i jawory o pomnikowych wymiarach. W runie zwraca uwagę masowe występowanie rzadkiego gatunku wschodniokarpackiego – lulecznicy kraińskiej.

## Turystyka
Górnym (zachodnim) skrajem rezerwatu biegnie wspomniany wyżej znakowany czerwono  szlak turystyczny z Remetskich Hamrów na przełęcz Rozdiel, a z przełęczy wiodący stokami Motrogonu na Sniński Kamień (1006 m n.p.m.).